# Патарангова пещера
Патарангова пещера (на гръцки: Σπήλαιο Παταράγκου) е пещера край град Костур (Кастория), Гърция, област Централна Македония.

## Местоположение
Пещерата се намира на южния склон на костурския полуостров Горица.

## Описание
Пещерата е оформена във варовици със средно-горна долноюрска възраст в Пелагонийската зона. Състои се от централна камера и три странични, по-малки. И в трите е открита недатирана кермика.